# Gonioma malagasy
Gonioma malagasy är en oleanderväxtart som beskrevs av Markgraf och Boiteau. Gonioma malagasy ingår i släktet Gonioma och familjen oleanderväxter. Inga underarter finns listade i Catalogue of Life.